# Saint-Aubin-sur-Yonne
Saint-Aubin-sur-Yonne är en kommun i departementet Yonne i regionen Bourgogne-Franche-Comté i norra Frankrike. Kommunen ligger i kantonen Joigny som tillhör arrondissementet Auxerre. År 2022 hade Saint-Aubin-sur-Yonne 435 invånare.

## Befolkningsutveckling
Antalet invånare i kommunen Saint-Aubin-sur-Yonne
| Referens: INSEE |